# Comuna Hîjkî, Konotop
Hîjkî (în ucraineană Хижки) este o comună în raionul Konotop, regiunea Sumî, Ucraina, formată din satele Hîjkî (reședința) și Prîlujjea.

## Demografie
Componența lingvistică a comunei Hîjkî
     Ucraineană (98,38%)
     Rusă (1,26%)
     Alte limbi (0,36%)
Conform recensământului din 2001, majoritatea populației comunei Hîjkî era vorbitoare de ucraineană (98,38%), existând în minoritate și vorbitori de rusă (1,26%).